# Vassogne
Vassogne ist eine französische Gemeinde mit 92 Einwohnern (Stand 1. Januar 2022) im Département Aisne in der Region Hauts-de-France (vor 2016 Picardie). Sie gehört zum Arrondissement Laon und zum Kanton Villeneuve-sur-Aisne.

## Geografie
Die Gemeinde Vassogne liegt im Höhenzug Chemin des Dames, 17 Kilometer südsüdöstlich von Laon. Nachbargemeinden von Vassogne sind Oulches-la-Vallée-Foulon im Norden, Beaurieux im Osten, Jumigny im Süden und Paissy im Westen.

## Bevölkerungsentwicklung
| Jahr                       | 1962 | 1968 | 1975 | 1982 | 1990 | 1999 | 2006 | 2016 | 2022 |
| Einwohner                  | 103  | 82   | 71   | 47   | 61   | 50   | 61   | 86   | 92   |
| Quellen: Cassini und INSEE |      |      |      |      |      |      |      |      |      |

## Sehenswürdigkeiten

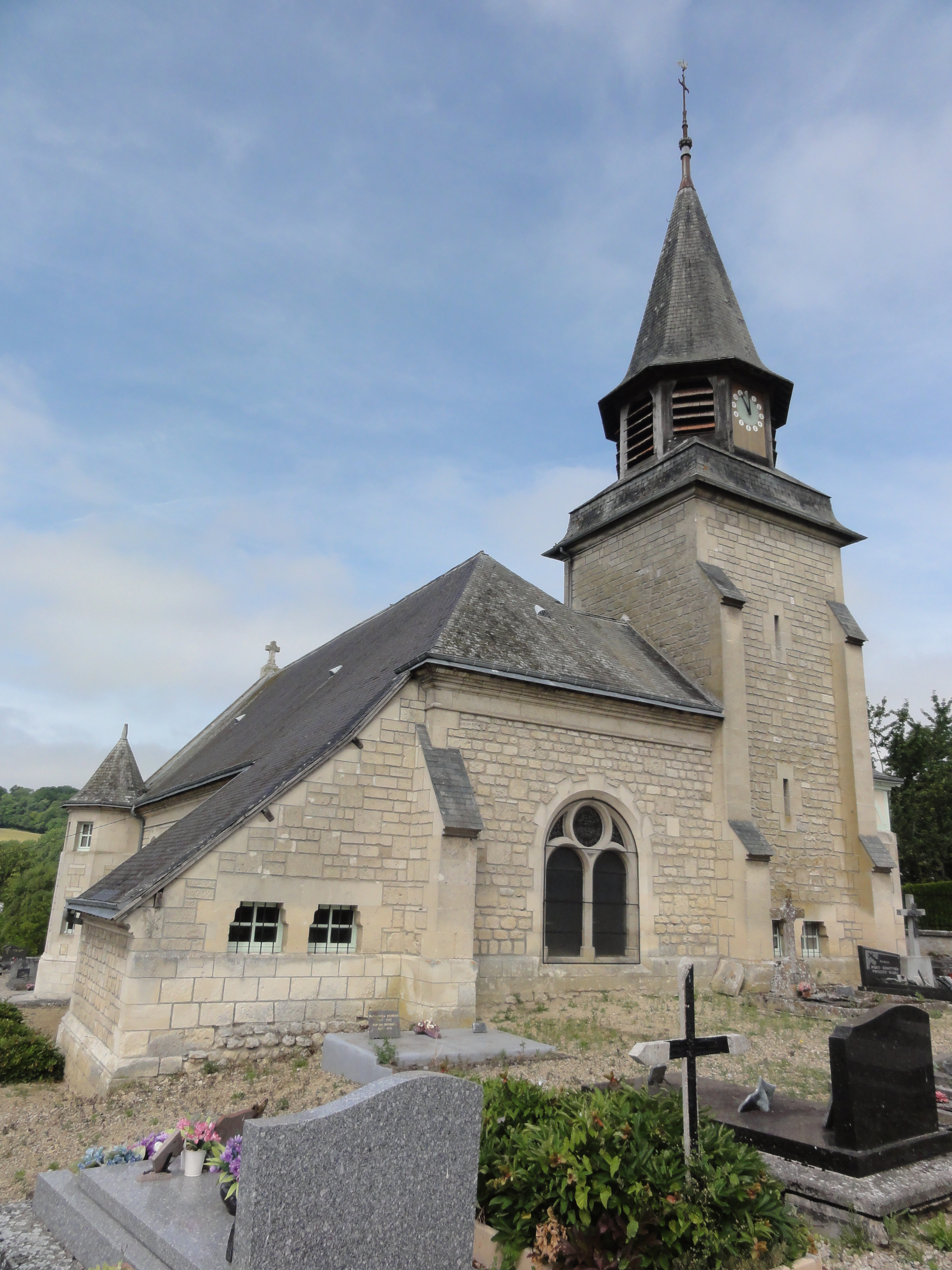
Kirche Sainte-Geneviève
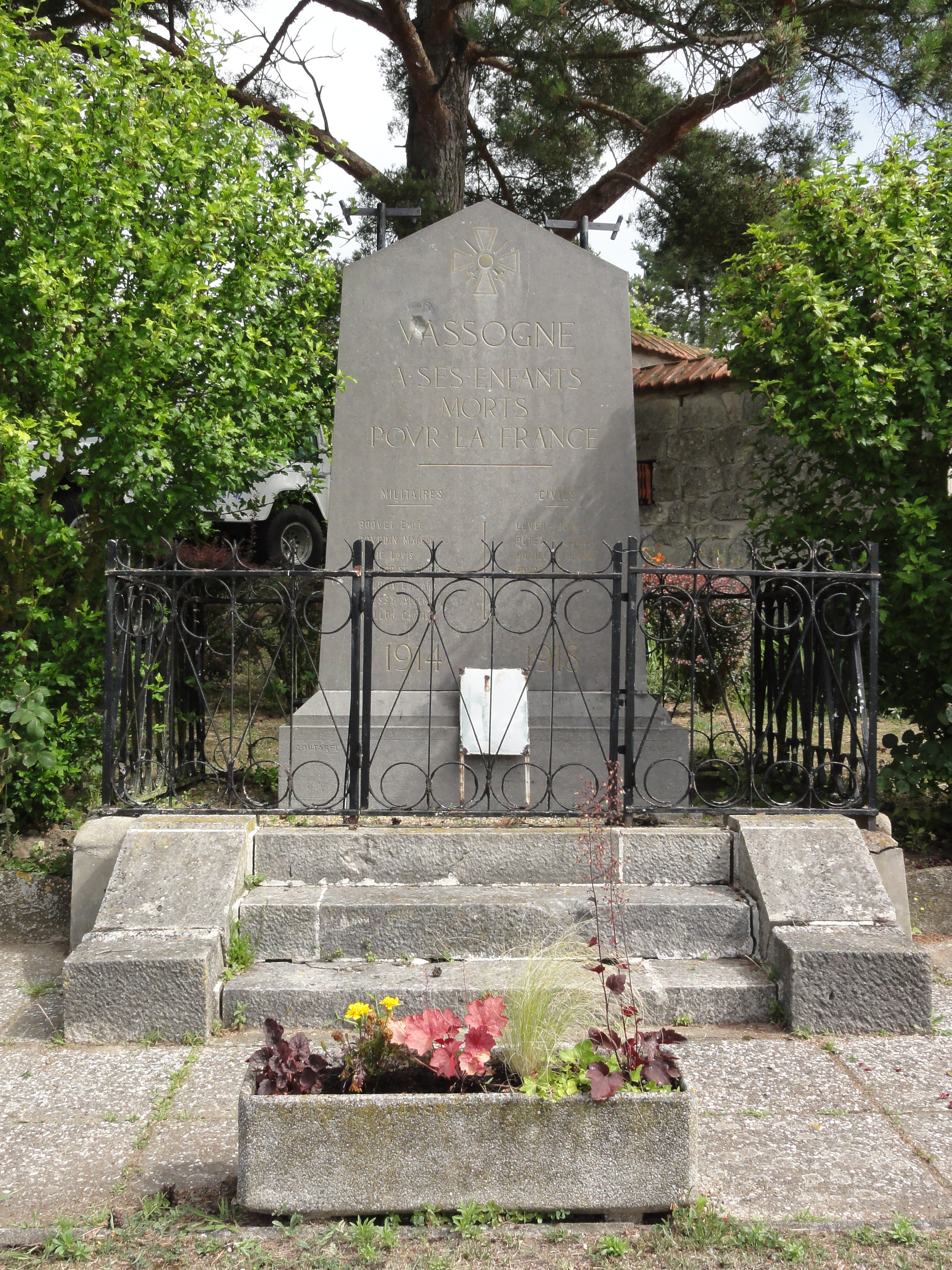
Lavoir

- Kirche Sainte-Geneviève
- Gefallenendenkmal